# Мастерская группа
Мастерская группа (часто сокращается как МГ) — в ролевых играх живого действия группа организаторов (мастеров) игры. Употребляется как в значении «мастера данной игры» (например, мастерская группа «Ведьмака»), так и в значении «организация, объединение мастеров», своеобразный бренд, под которым мастера делают все свои игры.

## Мастерская группа конкретной игры
Мастерской группой (мастерской командой) именуются организаторы конкретной игры. В их обязанности входит общая организация игры, составление концепции и правил игры, реклама игры, кастинг (то есть подбор игроков), обработка заявок, составление сюжета, руководство игротехнической и/или полигонной командой, управление ситуацией на полигоне. В мастерской группе могут иметься следующие должности или роли:
Обычно должность человека, возглавляющего мастерскую группу, именуется «главный мастер», хотя он может быть и «мастером-координатором» или даже «продюсером». Круг его задач может варьировать в зависимости от размера игры (например, он может быть единственным мастером и делать всё, или, наоборот, заниматься только руководством группой). Часто главный мастер занимается также концепцией и сюжетом, и во всяком случае он тот человек, который отвечает перед игроками за успех игры.
Мастер по сюжету отвечает за создание различных завязок и связей между персонажами, за разработку того, чтобы игрокам было во что поиграть. На небольших играх он может также выполнять другие задачи, на больших это делает целая сюжетная группа.
Мастер по первоисточнику отвечает за соответствие стилистики игры литературному первоисточнику либо историческим событиям. В его работу может входить составление требований и рекомендаций к игровому костюму, консультирование команд и отдельных игроков о менталитете их персонажей, а также совместное с мастером по сюжету продумывание скрытых причин стартовой ситуации игры и наиболее логичных вариантов развития событий.
Мастера по «функциям» прорабатывают отдельные составляющие механики игры. В зависимости от тематики это могут быть мастера по боевым взаимодействиям («боевке»), экономике, магии, медицине, культуре, антуражу.
Мастера по «блокам» отвечают за определенный набор мест, симулируемых на игре («локаций»), и персонажей в них. Они подбирают туда игроков, совместно с сюжетниками прорабатывают завязки, составляют концепцию блока и проч. Они могут именоваться просто «Мастер по такому-то городу» или «региональными мастерами». 
Мастер по «мертвятнику» занимается работой с игроками после смерти их персонажа. Его функции могут варьировать от чисто технических в случае «неиграющего» мертвятника — проконтролировать время «отсидки» и по согласованию с сюжетниками выдать новую роль, до организации мистерии или загробного суда в случае мертвятника играющего.
Мастера по организационным вопросам занимаются широким спектром задач, относящихся к техническому обеспечению или «пожизневой» подготовке игр. Это: взаимодействие с властями, выбор полигона, закупка всего необходимого и доставка на полигон, строительство, поддержка сайта игры и прочие вопросы. Также встречается название «администратор».
- мастер по административно-хозяйственной части, или мастер по АХЧ занимается материально-техническим обеспечением игры. От материалов для строительства игровых сооружений, реквизита и костюмирования игротехников и игротехнических локаций до бытового обеспечения игроков: отведение мест для жилья, питания, санитарии. Он обеспечивает игротехнические локации необходимым оборудованием, принимает, распределяет и контролирует расходование игровых взносов.

Игротехниками именуют игроков, чьи персонажи непосредственно подчинены мастерам и используются в качестве служебных для продвижения сюжета. Можно выделить как отдельную категорию игротехников мертвятника, а также «злых» игротехников (например, блок Мордор на несостоявшейся игре «Последний союз»).
Капитанами или координаторами команд именуют игроков, которые помимо своих игровых функций (например, короля или начальника полиции) выполняют некий объём организационной работы по набору игроков в свою команду (королевство или полицию), а также организуют совместную подготовку игроков этой команды.
Полигонной командой называются люди, выполняющие набор функций по техническому обеспечению игры, но не относящиеся к мастерскому составу. Во время игры они обычно не носят игровых костюмов и выполняют функции по охране, медицинскому обеспечению и проч.

## Постоянные мастерские группы
Мастерская группа, планирующая в одном и том же составе делать несколько игр, обычно выбирает себе отдельное название и использует его как бренд. В этой мастерской группе роли (главный мастер, мастер по сюжету, мастер по боевке и проч.) могут быть постоянными или меняться от игры к игре. Мастерская группа может именоваться также «творческой», чтобы подчеркнуть, что круг их совместных занятий шире, чем просто ролевые игры.